# Tekuder

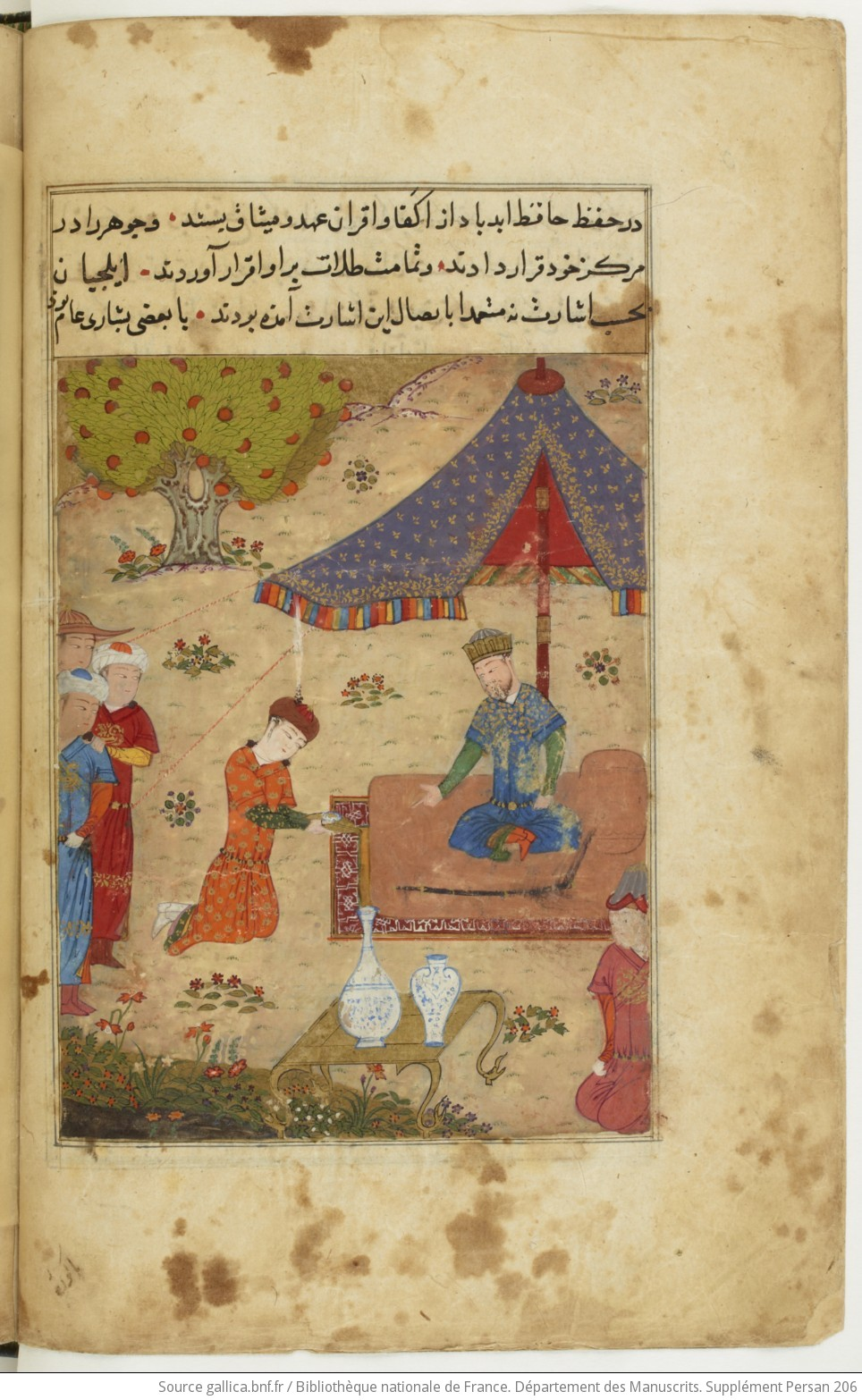
Tekuder recibiendo una embajada

Ahmed Tekuder, también conocido como el sultán Ahmad fue uno de los gobernantes del Ilkanato, de 1282 a 1284. Era hijo de Hulagu y hermano de Abaqa, y le sucedió Arghun, hijo de Abaqa. Aunque había sido bautizado como cristiano nestoriano al nacer (su nombre era Nicolás Tekuder), luego se convirtió al islam y cambió su nombre a Ahmed Tekuder.
Cuando asumió el trono en 1282, convirtió al Ilkanato en un sultanato. Sin embargo, en un intento de restringir el budismo y el nestorianismo, emprendió persecuciones contra quienes practicaran esas religiones. Trató además de firmar la paz con el Sultanato de Egipto, lo que disgustó a los notables mongoles. En vista de esto, su sobrino Arghun, gobernador de Jorasán y practicante del budismo, pidió ayuda a Kublai Kan, emperador de la dinastía Yuan.
Arghun, con el beneplácito del gran kan, le declaró la guerra a Tekuder, rebelándose en su provincia de Corasmia. La rebelión fue sofocada, pero Tekuder perdió pronto la lealtad de sus generales y murió asesinado en una conjura palaciega el 10 de agosto de 1284. De inmediato, Arghun se apoderó del trono.